# 賣國牛角介
賣國牛角介（学名：Bubuloceratina maikao）为深海花介科牛角介屬下的一个种。